# Епель Ілон
Епель Ілон (англ. Epel K. Ilon) (1952, Чуук) — мікронезійський політичний діяч. Міністр закордонних справ Мікронезії (1997—2000).

## Життєпис
Народився у 1952 році в місті Мортлокс, штат Чуук. Відвідував початкову та середню школи, згодом перейшов до середньої школи Саратога Спрінгз у Нью-Йорку за американською стипендією і закінчив її у 1970 році. У нього є ступінь бакалавра за освітою у Шамінадському коледжі на Гаваях та ступінь магістра консультування та кадрових послуг Державного університету Нью-Йорка в Олбані.
Після закінчення навчання Ілон рік викладав у середній школі Ксав'є в Чууку та був інструктором програми розширення коледжу Мікронезії в Чууку.
На дипломатичній роботі працював на різних посадах, зокрема заступником секретаря департаменту зовнішніх справ до його останньої відставки, як того вимагає закон; він був начальником відділу американських відносин, який згодом був організований, щоб охопити всю Америку та Європу. Він був представником Мікронезії у Вашингтоні, округ Колумбія, протягом п'яти років. До цього він працював до кінця 1986 року на посаді помічника офіцера зв'язку в Управлінні зв'язку Мікронезії у Вашингтоні, округ Колумбія. Він переїхав до штату Понпеї на момент створення уряду Мікронезії.
Був головою консультативної групи з питань економічного управління (EMPAT); обіймав посаду віцеголови робочої групи президента з питань реструктуризації та реформ уряду; був співголовою Спільної комісії з комерційної політики та питань торгівлі та інвестицій США. Він був делегатом, який представляв Мортлок в Конституційній комісії про державну владу в штаті Чуук.
16 липня 1997 року Президент Мікронезії Джейкоб Нена висунув Епеля Ілона на посаду секретаря Департаменту зовнішніх справ та закликав Конгрес дати згоду на його призначення. Номінація була передана спікеру Конгресу Джеку Фріцу 9 липня 1997 року з листом президента, в якому він стверджує, що Ілон відповідає очікуванням лідерства у Департаменті зовнішніх справ. На посаді секретаря (Міністра) закордонних справ Федеративних Штатів Мікронезії працював до 2000 року. За його каденції 17 вересня 1999 року Федеративні Штати Мікронезії визнали незалежність України та встановили з нею дипломатичні відносини.